# Beija-flor-de-barriga-ferrugínea
O beija-flor-de-barriga-ferrugínea (nome científico: Amazilis amazilia) é uma espécie de ave apodiforme pertencente à família dos troquilídeos. É o único representante do gênero Amazilis. Em sua distribuição, é facilmente reconhecido pela presença do bico avermelhado de ponta escura e pelas partes inferiores principalmente ruivas. Além disso, o beija-flor-de-barriga-ferrugínea possui subespécies com garganta azul (Amazlilia amazilia caeruleigularis), branca (amazilis amazilia) ou verde (Amazilis amazilia amazilia). Os indivíduos masculinos, normalmente, possuem o bico vermelho reto e barriga verde, sem mancha branca na parte inferior. As fêmeas são muito parecidas com os machos, mas muitas vezes podem ter mais branco na garganta. Os juvenis desta espécie têm um toque marrom do lado de fora de suas penas nas partes superiores de seus corpos. Estas aves são de tamanho médio. Apesar de realizarem migrações, se reproduzem o ano todo. É uma espécie territorial.

## Taxonomia
O beija-flor-de-barriga-ferrugínea foi anteriormente inserido no gênero Amazilia. Um estudo filogenético molecular publicado em 2014 descobriu que o gênero Amazilia era polifilético. Na classificação, revisada para criar gêneros monofiléticos, o beija-flor-de-barriga-ferrugínea foi transferido para o gênero ressuscitado Amazilis que havia sido introduzido em 1855 pelo inglês George Robert Gray.
Alguns ornitólogos propuseram que a subespécie Amazilis amazilia alticola, o beija-flor-loja, deveria ser tratada como uma espécie separada. Existem algumas subespécies diferentes desta ave, incluindo o A. a. dumerilii, o A. a. azuay, o A. a. alticola e o A. a. leucophloea. Os A. amazilila dumerilii e A. amazilila leucohpeloa são encontrados no Peru, enquanto amazilila azuay e alticola são encontrados em diferentes partes do Equador. Todos estes exibem várias semelhanças entre si, pois os beija-flores-de-peito-branco são uma subespécie que possui semelhanças com esses outros tipos de aves.

## Descrição
Os machos medem entre 5 e 6,5 gramas, enquanto as fêmeas medem de 4,5 a 5,5 gramas. A coloração do Amazilis amazilia pode variar sutilmente entre os espécimes, mas, geralmente, estes exibem traços semelhantes. O beija-flor-de-barriga-ferrugínea possui um bico de coloração vermelho-carne com uma ponta negra e partes superiores douradas/verdes. Sua garganta é verde-turquesa e a barriga verde-bronze. O dimorfismo sexual é visível nas fêmeas, que geralmente se assemelham aos seus homólogos masculinos, exceto um estômago mais pálido e barras subterminais mais visíveis no queixo. Os indivíduos imaturos desta espécie têm uma tonalidade marrom nas penas das partes superiores.

## Distribuição e habitat
O beija-flor-de-barriga-ferrugínea distribui-se desde o oeste do Peru ao sudoeste do Equador. Geralmente é comum, e pode ser visto regularmente mesmo em grandes cidades, como Lima e Guayaquil. Ele pode ser encontrado em jardins e parques nessas cidades, arejando em direção a mais áreas públicas. Frequenta habitats secos, abertos ou semiabertos, mas também ocorre em florestas, especificamente florestas de espinhos e florestas próximas ao Pacífico. Às vezes exibe migração altitudinal. O beija-flor-de-barriga-ferrugínea foi registrado nidificando o ano todo. Ao contrário de muitos outros membros do gênero (colibris), o Amazilis amazilia prefere clima semiárido ao árido. Este beija-flor gosta de florestas parcialmente costeiras, espinhosas, uma paisagem de matagal, áreas desérticas e estepe xerófita. As subespécies leucophae, alticola e dumerilii inibem as zonas subtropicais enquanto a última ocupa altitudes mais elevadas como a floresta nublada e savanas na zona submontana. O beija-flor-de-barriga-ferrugínea também é uma visão comum em jardins e parques. Estas aves podem ser vistas durante todo o ano.

## Comportamento
Os beija-flores-amazilia não se reúnem em bandos nem migram. Os machos voarão em um padrão em forma de 'u' na frente das fêmeas como um ritual de acasalamento. Após o acasalamento, o par se separa imediatamente. Machos e fêmeas têm vários parceiros reprodutores diferentes ao longo de suas vidas. Os machos defendem seu território e as fêmeas constroem ninhos e criam os filhotes. Eles alimentam seus filhotes com comida regurgitada. Os jovens nascem cegos e imóveis. Eles são chocados após aproximadamente uma ou duas semanas após o nascimento. Os jovens são deixados sozinhos após cerca de 12 dias. Eles deixam seus ninhos com cerca de 20 dias de idade. Um estudo foi realizado em setembro de 2001 para investigar o orçamento de tempo da A. amazilia em Lima, Peru. Os resultados descobriram que 80% do tempo das aves foi gasto descansando em poleiros, enquanto 15,5% foi dedicado ao forrageamento, essencialmente apenas visitando flores. Apenas 0,3% do tempo foi gasto caçando e bebendo água, enquanto 2% representaram a defesa territorial.

## Vocalização
O canto do beija-flor-de-barriga-ferrugínea costuma ser identificado com uma série de 4–10 ruídos “tsip” ou “zrrt”. Os 4–10 gorjeios geralmente descem de alto a baixo em uma série de intervalos repetidos. Pode haver um chocalho gaguejante na chamada, mas o padrão descendente é consistente.

## Alimentação
Sua dieta consiste em pequenos insetos, aranhas e néctar da floração Erythrina, Psittacanthus e outras corolas de flores de comprimento médio. De acordo com um estudo feito em Lima, no Peru, passam cerca de 80% do tempo descansando (empoleirado em um galho). Utiliza outros 15,5% do seu tempo forrageamento, permitindo a visitação às flores e polinização (principalmente às flores: flor-camarão e alegria-dos-jardins). 2% de seu tempo é dedicado à defesa de seu território (muitas vezes contra cambacicas, beija-flores-de-tumbes, e estrelinhas-de-cauda-curta). A menor porcentagem, 0,3%, é dedicada à caça e à beber água. O beija-flor-de-barriga-ferrugínea prefere o néctar que é retirado de flores com alto teor de açúcar. Estas flores são muitas vezes de cor vermelha e em forma tubular. Eles procuram e protegem agressivamente essas áreas com néctar de alta energia. Eles podem lamber néctar até 13 vezes por segundo. Eles também se alimentam de pequenos insetos e aranhas. As fêmeas fazem isso particularmente durante a época de reprodução. Uma fêmea, durante a nidificação, pode pegar até 2.000 insetos por dia. Os machos têm “territórios de alimentação” específicos onde são mais frequentemente encontrados defendendo a área de outros animais selvagens. Eles fazem isso perseguindo agressivamente outros machos, como abelhas e mariposas-falcão.

## Reprodução
Reproduz-se durante todo o ano com ninhos semelhantes a copos a apenas cerca de 3 centímetros acima do solo. Seus ninhos geralmente consistem em lã de plantas, papas de sementes brancas, fibras marrons e teias de aranha. Avistamentos comuns para os ninhos são nas copas de galhos de árvores planas, mas durante as estações chuvosas, eles são mais comumente encontrados em arbustos com folhagem densa. As mães geralmente colocam 2 ovos brancos de cada vez, pesando 0,5 gramas. Eles incubam seus filhotes por 16–18 dias, então seu período de incubação é os próximos 17–25 dias. Geralmente, depois que terminam a fase de reprodução, elas se dispersam para altitudes mais baixas.

## Estado de conservação
O beija-flor-de-barriga-ferrugínea não está globalmente ameaçado. É mais comumente encontrado nos vales andinos ao longo da costa do Pacífico. A espécie tem um alcance restrito dos Andes Centrais do Sul.

## Nomes alternativos globais
- Nomes ingleses: Amazilia Hummingbird, Brown-bellied Amazilia, Violet-chested Hummingbird.
- Nomes espanhóis: Amazilia Costeña, Amazilia de Vientre Castaño
- Nomes italianos: Colibridi Amazili, Colibridi Amzilia
- Nomes franceses: Ariane de Lesson
- Nomes alemães: Lesson Amazilie, Lessonamazilie[14]